# Corrie de Roos-Oudegeest
Corrie de Roos-Oudegeest (Utrecht, 7 september 1899 – Baarn, 24 februari 1998) was een Nederlands politica namens de Partij van de Arbeid (PvdA). Van 6 november 1956 tot en met 4 juni 1963 was zij namens die partij lid van de Tweede Kamer. In de Kamer hield ze zich vooral bezig met consumentenzaken. In 1928 en 1929 was ze ook enkele maanden secretaresse van wethouder van Amsterdam Floor Wibaut.
Corrie de Roos-Oudegeest was dochter van vakbondsleider Jan Oudegeest. Op 23 maart 1927 trouwde ze met de Amsterdamse wethouder Albert de Roos.
- Biografisch Portaal: 81216761
- International Standard Name Identifier: 0000 0003 9035 3039
- Nederlandse Thesaurus van Auteursnamen: 081606400
- Parlement.com: vg09ll68q5zd
- Virtual International Authority File: 283991740
- WorldCat: E39PBJp9xPg8YWmdvbpwFC3fbd